# والتر شارف
والتر شارف (انگلیسی: Walter Scharf؛ ۱۹۱۰ – ۲۰۰۳) آهنگساز، موسیقی‌دان، تنظیم‌کننده، ارکستراتور و نوازنده پیانو اهل ایالات متحده آمریکا بود.
از فیلم‌ها یا مجموعه‌های تلویزیونی که وی در آن‌ها نقش داشته است، می‌توان به پاها به جلو، بونانزا، پادوی هتل و هاوایی فایو-او اشاره نمود.
او در سال ۱۹۷۰ میلادی، بابتِ ساختِ آهنگِ برای ترانهٔ «بن»، برندهٔ جایزه گلدن گلوب «بهترین ترانهٔ غیراقتباسی» شد. شارف در سال ۱۹۹۷ جایزه گلدن نت را از انجمن تنظیم‌کنندگان و آهنگسازان موسیقی آمریکا دریافت کرد.